# Bors család
A csíkszentkirályi nemes és borsodi báró Bors család a régi magyar család ok egyike.

## Története
A Bors család történetét többen a XIII. századig vezették vissza, de ez a történet nem egészen állja meg a helyét. Annyi azonban biztos, hogy kétségtelenül ennek a családnak az őse volt Bors Mihály, aki 1570. május 21-én birtokadomány kapott Csíkszentkirályon. A családtagok innen többször és több irányba is elszármaztak, nemességüket is többször igazolták a történelem folyamán. Így például 1767-ben Moson vármegye állított ki nemesi bizonyítványt a családnak, melyet 1794-ben Arad vármegye is kihirdetett. 1786-ban legfelsőbb helyen még címerüket is igazolták. 1832. május 19-én Frigyes régi előneve helyett borsodi predikátummal bárói címet kapott I. Ferenctől.

## Címere
A meglehetősen egyszerű címert Kempelen Béla írásában találhatjuk meg:
Czímer: kék paizsban zöld földön fa; sisakdisz: könyöklő kat kardot tart.